# 藤原宣孝
藤原 宣孝（ふじわら の のぶたか）は、平安時代中期の貴族。藤原北家高藤流、権中納言・藤原為輔の子。官位は正五位下・右衛門権佐。妻の一人に紫式部がいる。

## 経歴
『小右記』の天元5年（982年）正月3日条に左衛門尉として記載があるのが、宣孝が歴史に登場するはじめである。ついで同10日条には六位蔵人として登場する。
永観2年（984年）円融天皇から花山天皇への譲位にともない、宣孝はいったん六位蔵人を解任され、円融上皇の院判官代に転じたが、まもなく六位蔵人に復帰している。同年の賀茂臨時祭で馬を牽く役目を命じられながら命に従わなかったとして天皇の不興を買い、譴責処分を受けている。
寛和元年（985年）丹生都比売神社への奉幣使として派遣される途上、大和国内で地元民が宣孝の従者に暴力を振るったという事件が起きているが、詳細は不明である。
正暦元年（990年）筑前守に任ぜられて任国に赴く。ついで大宰少弐を兼ね、さらに従五位上に昇進している。
帰京後、長徳2年（996年）頃からは藤原為時の娘（紫式部）に対して求婚しているが、この時には結婚には至らなかった。長徳4年（998年）正月に右衛門権佐兼検非違使に補せられると、同年8月には山城守を兼ね、さらにこの頃権右中弁も兼帯している。また『尊卑分脈』には五位蔵人を経歴したとあるが、一方で弁官・五位蔵人・検非違使佐の3つの官職を同時に兼ねる、いわゆる三事兼帯にはならなかったとも記述されており、宣孝が五位蔵人であった時期は不明で、在職も他の史料では確かめられない。紫式部は長徳4年の春に越前国から帰京しており、夏頃には宣孝から再度求婚の歌が送られ、冬には結婚したと見られている。
長保元年（999年）頃には紫式部との娘、大弐三位が生まれている。11月には宇佐奉幣使を務め、長保2年（1000年）2月に帰京した。
長保3年（1001年）正月には宮中の祝宴で後取役を務めるなどしていたが、2月5日には「痔病」が悪化したとして藤原道長の呼び出しを断っている。これは下血性の疾患が進行していたものと見られる。
4月25日、死没。『紫式部集』には、紫式部が夫・宣孝の死を直接悼んだ歌はないものの、見舞いの歌に対する返歌「なにかこの ほどなき袖を ぬらすらむ 霞の衣 なべて着る世に」や、「世の無常を悲しんでいる頃」に詠んだという「見し人の けぶりとなりし 夕べより 名ぞむつましき 塩釜の浦」、宣孝と旧妻の娘の悼歌に対する返歌などが収められている。
日記として『藤原宣孝記』があるが、原本・写本ともに現存していない。他の日記類に引用されたことで、天元5年(982年)から長保2年（1000年）のうち、6日分の記述のみが残っている。残された文はいずれも右衛門権佐としての職務である公事についての内容である。

## 人物
宣孝は官人として有能であり、また舞も得意であった。長保元年の賀茂臨時祭調楽においては神楽の人長を務め、藤原行成に「甚だ絶妙である」と称賛されている。
紫式部との夫婦関係においては『紫式部集』に様々なエピソードが残されている。
宣孝が紫式部の手紙を他人に見せたとして喧嘩になった際には、宣孝は「これでは絶交してしまう」と腹を立てたが、紫式部が二首の歌を返したところ、夜中には仲直りしたという。また宣孝の訪れが少なくなり、「夜離れ」をなじる歌も複数収められている。
『枕草子』「あはれなるもの」段（114段）に宣孝の逸話がある。正暦元年（990年）3月30日に御嶽（大和国金峯山）に参詣した折、「御嶽（本尊の蔵王権現）は『質素な服装で参詣せよ』などとはおっしゃらないだろう」と言って、長男の主殿助隆光とともに、派手な衣装で参詣し、周囲をあきれさせた。ところが、同年6月10日に急に筑前守が辞任し、その後任に任ぜられたことから、「あのとき宣孝が言ったとおりであった」と噂されたという。

## 官歴
- 天元5年（982年） 正月3日：見左衛門尉[16]。正月10日：見六位蔵人[16]
- 永観2年（984年） 8月27日：去蔵人（譲位）[17]。10月17日：六位蔵人、左衛門尉如元、元円融院判官代[16]。
- 永祚2年（990年） 8月30日：筑前守[16]
- 正暦3年（992年） 9月20日：見大宰少弐兼筑前守[18]
- 正暦4年（993年） 8月28日：見従五位上[19]
- 長徳4年（998年） 正月25日：右衛門権佐[20]。8月27日：兼山城守[18]。11月3日：見権右中弁右衛門権佐[18]
- 時期不詳：正五位下[21]
- 長保3年（1001年） 4月25日：卒去[21]

## 系譜
- 父：藤原為輔
- 母：藤原守義の娘
- 妻：藤原顕猷の娘
  - 男子：藤原隆光（973-?）
- 妻：平季明の娘
  - 男子：藤原頼宣
- 妻：藤原朝成の娘
  - 男子：藤原隆佐（985-1074）
  - 男子：明懐 - 興福寺別当
- 妻：紫式部 - 藤原為時の娘
  - 女子：藤原賢子（大弐三位）（999?-1082?） - 後冷泉天皇乳母、藤原兼隆室、のち高階成章室
- 生母不詳の子女
  - 男子：儀明
  - 女子：藤原道雅室、上東門院中将の母